# ماكس راسموسن
ماكس راسموسن (بالدنماركية: Max Rasmussen)‏ (11 ديسمبر 1945 - ) هو لاعب كرة قدم دانمركي يلعب كلاعب وسط، شارك في الألعاب الأولمبية الصيفية 1972.
ولد ماكس راسموسن ونشأ كطفل واحد في ليمفيج. لم ير أباه أبداً، والذي كان جنديًا ألمانيًا. اسمه الأوسط كيل أتى من اسم أبيه. غادر ماكس راسموسن المدينة عام 1969 للعب مع هيرنينج فريدم، حيث لعب موسم 1969/1970. ثم لعب مع أكاديميش بولدكلوب بين عامي 1970-1973 ونادي فايله في موسم 1973/1974. ظهر لأول مرة في المنتخب الوطني الأول في مباراة دولية ضد آيسلندا قبل دورة الألعاب الاولمبية في عام 1972، والتي عقدت في ألمانيا الغربية. لعب أربع مباريات في الألعاب الأولمبية، لكنها كلنت أيضا الأخيرة له.
يعيش راسموسن اليوم في غريس خارج فايله ويعمل كمستشار وطني للأطفال والشباب في كلية الرياضة الدنماركية ومؤلف كتب مدرسية. كما كان في السابق محاضرا في ندوة كولدينج للمعلمين ومدسة روندي الثانوية.

## روابط خارجية
- ماكس راسموسن على موقع قاعدة بيانات كرة القدم.إي يو (الإنجليزية)
- ماكس راسموسن على موقع ناشيونال فوتبول تيمز (الإنجليزية)
- ماكس راسموسن على موقع أوليمبيديا (الإنجليزية)